# Дикси (кинокомпания)
«Dixi-TV» — российская телекомпания, занимающаяся производством полнометражных, многосерийных, документальных фильмов, телевизионных телепрограмм, рекламных роликов. Основана в 1992 году Александром Левиным и Ефимом Любинским.
Телекомпания начала свою деятельность с создания рекламных роликов. За годы работы было снято более 80 рекламных роликов для многих фирм, в том числе для «Руссобанка», банков «Российский кредит» и «Московия», справочно-правовой системы «Гарант», «Общей газеты», «Росгосстраха».
История успеха началась с рекламного ролика для Московского вентиляторного завода. Ролик стал одним из первых образцов отечественной рекламы со слоганом «Вам пора и вам пора заключать договора». Многие из проектов удостаивались различных премий и наград и неизменно вызывали большой интерес самой широкой аудитории.

## Награды
- Диплом Международного фестиваля детективных фильмов и телепрограмм правоохранительной тематики «Закон и общество» за документальный сериал «Раскрыть и доказать» (2003 год)
- Приз ТЭФИ за программу «Розыгрыш» в номинации «лучшая развлекательная программа» (2005 год)
- Номинация на приз американской академии телевидения «Эмми» за документальный фильм «Подводная лодка К-219»
- Приз Миланского Международного фестиваля фильмов о спорте «Sport Movies & TV» за документальный фильм «Русские русалки» (2007 год)
- Премия «Телезвезда» в номинации «мини-сериал» за сериал «Глухарь» (2010 год)

## Телепрограммы
- 1994—2002 — Куклы (НТВ)
- 1996—1997 — Бесконечное путешествие (РТР)
- 1997—1998 — Национальный интерес (REN-TV, РТР)
- 1997—1998 — Котовасия (НТВ)
- 1997 — Вместе (ОРТ)
- 1999 — Кто прав? (НТВ)
- 1999—2000 — Русские горки с Михаилом Таратутой (НТВ, РТР)
- 1999—2000 — Двое (НТВ)
- 1999—2010 — Без рецепта (НТВ)
- 2000 — Песни с Фоменко (НТВ)
- 2001—2002 — В последнюю минуту (ТВЦ)
- 2001—2002 — Зелёная волна (ТВЦ)
- 2003—2007 — Улица Сезам (НТВ, СТС)
- 2003—2007 — Розыгрыш (Первый канал)
- 2006 — Поймать вора (Первый канал)
- 2006 — Империя (Первый канал)
- 2010 — Это мой ребёнок! (СТС)
- 2011—2015 — Медицинские тайны (НТВ)
- 2016 — Приманка (Пятница!)
- 2017 — Красота по-русски (НТВ)

## Полнометражные фильмы
| Фильм            | Дата выхода в прокат | Прокатчик    | Сборы в России и СНГ | Дата премьеры на ТВ | Телеканал | Рейтинг/ доля |
| ---------------- | -------------------- | ------------ | -------------------- | ------------------- | --------- | ------------- |
| Ласковый май     | 1 октября 2009       | «Каропрокат» | 48 млн руб.          | 31 декабря 2009     | НТВ       | 3.6/ 11.3     |
| Глухарь в кино   | 6 мая 2010           | «Каропрокат» | 44 млн руб.          | 17 сентября 2010    | НТВ       | 8.0/ 26.1     |
| Любовь и монстры | 22 апреля 2021       | «Каропрокат» | 3 млн руб.           | 21 апреля 2023      | ТНТ       |               |

## Телевизионные фильмы
| Фильм                     | Дата премьеры   | Телеканал | Рейтинг/ доля |
| ------------------------- | --------------- | --------- | ------------- |
| «Женское счастье»         | 31 декабря 2000 | НТВ       | нет данных    |
| «Выйти замуж за генерала» | 23 февраля 2008 | НТВ       | 3.8/ 13.8     |
| «Мой муж — гений»         | 14 ноября 2008  | Первый    | 5.4/ 17.9     |
| «Светлана»                | 17 мая 2009     | Первый    | 3.9/ 14.0     |
| «Двое в чужом доме»       | 23 октября 2010 | Украина   | нет данных    |
| «День додо»               | 31 декабря 2012 | НТВ       | нет данных    |
| «Деньги»                  | 4 июня 2017     | НТВ       | 1.6/ 5.4      |

## Телевизионные сериалы
- 2007 — Сваха
- 2007 — Безмолвный свидетель
- 2007 — Безмолвный свидетель — 2
- 2008 — Глухарь
- 2009 — Безмолвный свидетель — 3
- 2009 — Глухарь. Продолжение
- 2009 — Меч
- 2010 — Отблески
- 2010 — Глухарь. Возвращение
- 2010 — Отдел
- 2010 — Шахта
- 2011 — Игра
- 2011 — СМЕРШ. Легенда для предателя
- 2011 — Пятницкий
- 2011 — Товарищ Сталин
- 2012 — Следственный комитет
- 2012 — Страна 03
- 2012 — Карпов
- 2012 — Проснёмся вместе?
- 2012 — Пятницкий. Глава Вторая
- 2013 — Карпов 2.0
- 2013 — Пятницкий. Глава Третья
- 2014 — Этаж
- 2014 — Бессонница
- 2014 — 13
- 2014 — Три звезды
- 2014 — Карпов — 3
- 2014 — Пятницкий. Глава Четвёртая
- 2015 — По следу зверя
- 2015 — Криминальное наследство
- 2015 — Меч — 2
- 2016 — Игра. Реванш
- 2017 — Морозова
- 2018 — Морозова. Сезон второй
- 2018 — Декабристка
- 2019 — Двойник
- 2020 — Молодые и сильные выживут
- 2021 — Кулагины